# 320 f.Kr.

## Händelser

### Efter plats

#### Makedoniska riket
- Alexander den stores olika generaler kontrollerar olika delar av hans rike; Ptolemaios härskar över Egypten, Seleukos över Babylon och Syrien, Antipater och hans son Kassander över Makedonien och Grekland, Antigonos över Frygien och delar av Mindre Asien, Lysimakos över Thrakien och Pergamon och Eumenes över Kappadokien och Pontos.
- Ptolemaios annekterar Judeen och Syrien, varvid han ger Judeen stort självstyre.
- Eudemos gör sig själv till härskare över den indiske kungen Porus territorier och låter förrädiskt avrätta denne monark.

#### Kina
- Zhou Shen Jing Wang blir kung av den kinesiska Zhoudynastin.

### Efter ämne

#### Biologi
- Theofrastos börjar sitt systematiska studerande av botanik.

#### Demografi
- Alexandria i makedoniska Egypten tar över rollen som världens största stad från Babylon i makedoniska Babylonien.[1]

## Födda
- Timocharis, grekisk astronom, som var den förste att observera planeten Merkurius och att skriva den första stjärnkatalogen (död 260 f.Kr.)

## Avlidna
- Anaximenes från Lampsakos, grekisk retoriker och historiker
- Porus, indisk kung (avrättad)
- Zoilos, grekisk grammatiker cynisk filosof och litteraturkritiker från Amfipolis i Makedonien (född omkring 400 f.Kr.)